# Collinsville (Queensland)
Collinsville ist eine Kleinstadt mit 1301 Einwohnern (Stand 2021) im nordöstlichen Teil des australischen Bundesstaats Queensland.

## Geographie
Collinsville liegt in der Whitsunday Region, 70 Kilometer südlich von Bowen, 175 Kilometer südwestlich von Townsville und rund 150 Kilometer nordwestlich von Mackay. Der Bowen Developmental Road (Staatsstraße 77) verläuft in Nord-Süd-Richtung durch Collinsville.

## Geschichte
Ureinwohner der Gegend waren Aborigines, die den Ort Moogunya, mit der Bedeutung „Kohle“, nannten. Diese Bezeichnung bezog sich auf das umfangreiche Kohlevorkommen der Region. Deshalb ließen sich auch viele Siedler dort nieder. 1921 wurde der Ort zu Ehren des Mitglieds der Legislative Assembly of Queensland Charles Collins in „Collinsville“ umbenannt. Für viele Jahre war die Kohleförderung die Hauptlebensgrundlage der Einwohner. Im Jahr 2013 wurde die größte Kohlemine geschlossen, die Förderung 2016 jedoch wieder aufgenommen und die Kohle über den Hafen Abbot Point verschifft.

## Energiepolitik
Ende der 2010er Jahre wurden Pläne veröffentlicht, die vorsehen, ein neues, kohlebetriebenes Kraftwerk in Collinsville zu errichten. Die Planung sieht vor, 2000 neue Arbeitsplätze zu schaffen, die im Besonderen den Aborigines zugutekommen sollen. Die Pläne stoßen auf  ein sehr geteiltes Echo. Während ein Teil der Anwohner sowie einzelne Aborigine-Volksgruppen die Schaffung von Arbeitsplätzen in der strukturschwachen Gegend begrüßen, demonstrieren gegensätzlich eingestellte Aborigine-Vertreter und Umweltverbände gegen die umweltschädlichen Auswirkungen der geplanten Anlage. In der Presse wird die Auseinandersetzung zuweilen als coal-war (Kohle-Krieg) bezeichnet.